# Alfons Jünemann
Alfons Jünemann (* 23. Dezember 1901 in Lingen (Ems); † 19. September 1965 in Meppen) war ein deutscher katholischer Priester, Hitlergegner und Vorstandsmitglied der Vereinigung der Verfolgten des Naziregimes (VVN).

## Leben
Jünemann studierte Katholische Theologie und empfing Ende der 1920er Jahre die Priesterweihe. Er war von 1929 bis 1931 als Kaplan in Nordhorn, danach als Adjunkt in Haselünne, ab 1933 als  Vikar in Melle, von 1936 bis 1938 als Rektor eines katholischen Erholungsheimes in Niendorf und danach als Pastor in Parchim tätig. In seiner Stelle in Parchim übte er in Ausübung seiner Seelsorge Kritik am NS-Regime. Dafür wurde er im Oktober 1943 wegen »Beleidigung des mecklenburgischen Landvolkes« zu sechs Monaten Gefängnis verurteilt, die er von Mai bis November 1944 im Zuchthaus Dreibergen verbüßte.
Als die NS-Herrschaft beseitigt war, trat Jünemann in die Christlich-Demokratische Union Deutschlands (CDU) ein. Seine Erfahrungen aus der Verfolgung gab er weiter in der erinnerungspolitischen Arbeit der Verfolgten des Naziregimes. 1948 gehörte er zum engeren Vorstand der Vereinigung der Verfolgten des Naziregimes.
Nach der Haftentlassung Ende 1944 setzte Jünemann seine Tätigkeit als Pastor in Parchim fort, flüchtete aber 1955 in die Bundesrepublik, da er eine erneute Inhaftierung, jetzt durch den DDR-Staat, fürchtete.